# Ait-Ouabane
Ait-Ouabane (en tifinagh :ⴰⵜ ⵡⴰⵄⴱⴰⵏ, en kabyle :  At-Waεban, en arabe : ايت وعبان) est un village de Kabylie, relevant de la commune d'Akbil, daïra d'Aïn El Hammam, dans la wilaya de Tizi-Ouzou.

## Géographie
Le village Ait-Ouabane est localisé au cœur de la montagne de Djurdjura, à 1 000 mètres d'altitude.
Il est entouré de la forêt d'Ait-Ouabane, la forêt la plus diversifiée du massif montagneux, étendue sur 1 100 ha et constituée d'érables regroupés çà et là, d'une cédraie (400 ha) plutôt dégradée, ainsi que de chêne zéen en altitude, de chêne vert, d'if et de pelouses pseudo-alpines.

## Administration
Situé à 59 km du chef-lieu de la wilaya de Tizi-Ouzou, Ait-Ouabane est un village relevant de la commune d'Akbil, daïra d'Aïn El Hammam. Le village a été victime d'un découpage administratif qui l'a rattaché à Ain-El-Hammam, bien que géographiquement et historiquement proche d'Iboudraren et d'Yatafen (daïra d'Ath Yenni).

## Population
La population d'Ait-Ouabane est d'environ 4 000 habitants[réf. nécessaire].

## Associations
La vie associative des habitants d'Ait-Ouabane est bercée par trois associations :
- Tidukla Tadelsant Timmuzγa ;
- Vers le Vert : Association écologique ;
- Association Étoile Sportive d'Ait-Ouabane.

## Personnalités liées au village
- Salah Habib : Écrivain, auteur de L'intensité de l'éphémère[3].

## Histoire
Le village d'Aït-Ouabane en Algérie a été l'objet d'une attaque violente de la part de l'armée coloniale française le 11 décembre 1957, en représailles de son soutien actif à la cause de l'indépendance algérienne. Les habitants du village ont été évacués et le village bombardé. Les pertes pour les forces algériennes sont estimées à 40 décès. Quant aux forces françaises, elles avaient enregistré 86 morts et 105 blessés. Cet événement est resté dans les mémoires et a été narré par l'officier de l'Armée de libération nationale Djaffar Ibrahim, connu sous le nom de guerre de Si Saadi, qui a témoigné des exploits et du courage de ses camarades durant la guerre de libération.